# Piper PA-38
Pour les articles homonymes, voir Tomahawk.

Piper PA-38 Tomahawk

Le Piper PA-38 Tomahawk, est un avion biplace école, également adapté à un usage de promenade ou pour activités personnelles.
Il est lancé par Piper en 1975 afin de concurrencer l'hégémonique Cessna 150 dans ce domaine. Les premiers exemplaires sont livrés dès 1977. 2 500 PA-38 seront produits, jusqu'à l’arrêt de sa fabrication en 1982. Son empennage en T est emblématique de l'époque à laquelle il a été construit.

## Les origines
La première tentative de Piper pour concurrencer le Cessna 150 se met en place avec le PA-28-140. Mais celui-ci ne répond pas exactement aux attentes d'un avion école avec sa vaste cabine, son moteur de 150 ch, des qualités de vol moins démonstratives, une consommation supérieure et un besoin supérieur en maintenance. Le PA-38 est donc élaboré sur la base d'une enquête marketing auprès des instructeurs, afin de définir les points du cahier des charges définissant l'avion école de nouvelle génération.
Les instructeurs demandent également un avion plus facile à mettre en vrille, à des fins d'entraînement. En effet, les autres appareils biplaces, tels que les Cessna 150 et 152 ont été conçus pour sortir naturellement et spontanément d'une vrille si celle-ci apparaît. Afin de correspondre aux besoins exprimés, le Tomahawk se voit équipé de profils d'ailes NASA GA(W)-1 Whitcomb, qui nécessitent des pilotes qu'ils s'impliquent plus dans le pilotage de leur appareil car ils imposent d'agir pour sortir l'appareil d'une situation de vrille (ce qui est bénéfique pour leur formation).

## Construction et caractéristiques

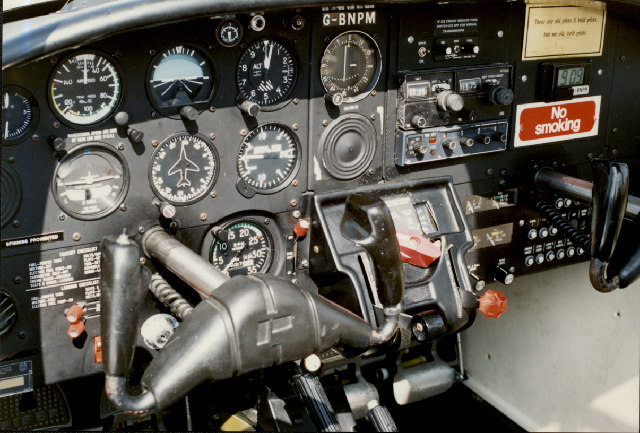
Poste de pilotage du Tomahawk.

L'appareil est de construction métallique, à ailes basses sans profil évolutif et contenant les réservoirs de carburant structurels. Les gouvernes sont commandées par câbles. Le train d'atterrissage principal est à lames et offre une large voie, la roue avant est conjuguée et amortie. Les freins (aux palonniers) sont à commande différentielle. La visibilité sur 360° procurée par la verrière répond parfaitement à la demande des instructeurs. Il est à noter que les ailes sont soumises à potentiel (durée d'utilisation maximale), ce qui en fait un point important à vérifier lors d'un achat d'occasion.
Cet appareil a fait l'objet de Consignes de Navigabilité (CN) et Bulletin Services (BS) jusqu'à la fin des années 1990, principalement sur les attaches de train (principal et avant), de direction, de plan fixe arrière, mais aussi de renforcement du longeronnet de voilure. Son moteur est un quatre cylindres à plat refroidi par air Lycoming O-235-L2C de 112 ch à 2 600 tr/min. D'une cylindrée de 3 820 cm3, il est doté d'un carburateur et d'un double allumage assuré par deux magnétos. Ce moteur fait aussi l'objet de CN et BS, dont l'inspection répétitive des embases de cylindres et du vilebrequin.
De par la configuration de l'empennage en T, le flux de l'hélice ne rend la profondeur active que vers une vitesse de 65 à 74 km/h. Cette caractéristique peut amener le pilote à une situation de surcontrôle, lors d'évolutions à basses vitesses et fortes incidences. À partir des modèles livrés en 1980, des améliorations sont portées au niveau de la maniabilité générale de l'appareil. En 1981, avec l'apparition du modèle Tomahawk II, le confort est amélioré, grâce à une insonorisation plus efficace et un chauffage de cabine revu. Une nouvelle manette des gaz est installée. Des roues plus larges (152 mm) et dotées de plus gros pneus sont également installées, afin d'augmenter la garde au sol de l'hélice et d'améliorer le confort de roulage sur les pistes d'aérodromes en herbe ou mal entretenues.

## Rapport de sécurité

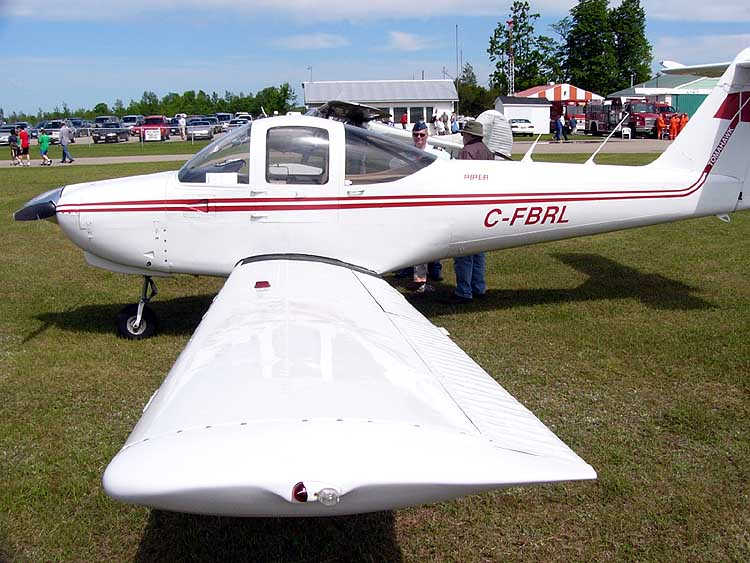
Un Piper PA-38-112 Tomahawk montrant sa forme d'aile rectangulaire. Les petites parties rectangulaires fines à l'extrémité des bords d'attaque sont les bandes de décrochage, installées sur demande de la FAA à la suite de problèmes d'instabilité en décrochage.

D'après la fondation sur la sécurité aérienne Aircraft Owners and Pilots Association, qui a publié un rapport se focalisant sur la sécurité du Tomahawk, cet avion a un taux d'accident par heure de vol un tiers plus faible que celui des Cessna 150/152 et autres appareils de sa catégorie. Toutefois, le Tomahawk a un taux d'accidents mortels par heure de vol dus à des mises en vrille plus élevé que ses concurrents. Le National Transportation Safety Board (NTSB) estime que le taux d'accidents du Tomahawk, à la suite de décrochages ou de vrilles, est de trois à cinq fois supérieurs à celui du Cessna 150/152.
D'après le NTSB, le dessin de l'aile du Tomahawk a été modifié après les tests de certification de la FAA, mais n'a pas été re-testé. Les changements incluaient une réduction des nervures d'ailes et le forage de trous d'allègement dans le longeron principal. Les concepteurs et les ingénieurs ont déclaré au NTSB que les changements effectués au niveau de la conception de l'avion avaient résulté en une aile plus souple et flexible, permettant à son profil de se déformer et pouvant peut-être faire apparaître des comportements imprévisibles en situations de décrochage ou de vrilles. Les ingénieurs chargés de la conception ont déclaré que le profil GAW-1 nécessitait une structure rigide parce-qu'il était particulièrement sensible à la forme de l'aile, et que l'emploi de cette structure souple avec ce type de profil faisait de l'aile du Tomahawk « une source de réactions inconnues dans les phases de vrilles et de décrochages ».
La consigne de navigabilité no 83-14-08, publiée en septembre 1983, demandait l'ajout d'une paire de bandes de décrochage, sur l'extrémité de la face intérieure de l'angle d'attaque des ailes du PA-38, afin de « standardiser et améliorer les caractéristiques de décrochage »,.

### Bibliograhpie
- (en) John W.R. Taylor, Jane's All The World's Aircraft 1982–83, Londres, Royaume-Uni, Jane's Yearbooks, 1982 (ISBN 0-71060-748-2 et 978-0-71060-748-5), p. 446–447.